# Museumsinsel
Museumsinsel er Berlins ældste og mest kendte museumskompleks på den nordlige del af Spreeinsel i centrum. Her findes Pergamonmuseet, Altes Museum, Neues Museum, Alte Nationalgalerie og Bodemuseum. 
Området syd for floden Spree var i middelalderen et sumpområde. Efter at der i det 17. årh. blev gravet afvandingskanaler, faldt vandstanden en smule, og der opstod en ø midt i floden. Her blev der anlagt en lysthave eller mindre parkanlæg, som gradvis blev et pakhusområde for handel og trafik på floden. Placeringen midt i floden gjorde øen meget synlig, men næppe nogen skønhedsåbenbaring, så i 1797 besluttede kong Frederik Vilhelm II af Preussen at realisere arkæolog og kunstprofessor Alois Hirts idé om at opføre et museum på øen med udstillinger af antik og nyere kunst. I 1810 gennemførte kong Frederik Vilhelm III en offentlig kunstsamling her, et ønske fra borgerskabet. Det blev hurtigt nødvendigt med nybygninger, og i 1822 præsenterede Karl Friedrich Schinkel planer, der medførte omfattende ændringer af den nordlige del af øen. Ud over museumsbyggeri indebar planen også opførelse af flere broer.
Senere er der løbende sket udbygning af øen, og i øjeblikket er der iværksat store restaurerings- og udbygningarbejder som led i en udbygningsplan, der strækker sig frem til 2015.
Museumsinsel er optaget på Unescos liste over verdens kulturarv.